# Maytenus matudae
Maytenus matudae es una especie de planta de flores perteneciente a la familia  Celastraceae. Es endémica de México.  

## Clasificación y descripción
Arbustos o árboles, con corteza glabra (desprovista de pelo), muchas veces ramifica desde la base, presentando múltiples fustes; las ramas son comprimidas, de colores grises o pardo-rojizas. Las hojas miden 5-12 × 2-5 cm, cartáceas (con consistencia a papel o pergamino), presenta de 7-9 nervaduras secundarias; pecíolo 3-8 mm. Inflorescencias fasciculadas, con 5 flores; pedicelos 3-5 mm; pétalos 2-2.2 × 1.6-2 mm. Cápsulas no vistas.

## Distribución
Se encuentra en Chiapas en las faldas del volcán Tacaná. Bosque mesófilo de montaña. Se encuentra a una altitud de 2100 m s. n. m.

## Estado de conservación
Se encuentra catalogada como especie Vulnerable (VU) por la Unión Internacional para la conservación de la Naturaleza  (IUCN).

## Taxonomía
Maytenus matudae  fue descrita por Ludwig Eduard Theodor Loesener y publicado en Lilloa 4(2): 383–384. 1939.
Etimología
Maytenus: nombre genérico de  maiten, mayten o mayton, un nombre mapuche para la especie tipo Maytenus boaria.
matudae: epíteto otorgado en honor del botánico Eizi Matuda.